# 邻苯二甲酸单苄酯
邻苯二甲酸单苄酯（英語：Monobenzyl phthalate，缩写MBzP，IUPAC名为2-苯甲氧基羰基苯甲酸）是一种结构简式为C6H5CH2OOCC6H4COOH的有机化合物。MBzP为邻苯二甲酸丁苄酯在人体内的主要初级代谢产物，多于另一种水解产物邻苯二甲酸单丁酯 (MBP)。和其它许多邻苯二甲酸酯一样，MBzP也是一种内分泌干扰物。